# Consolacion
Consolacion é um município de  primeira classe de renda municipal (d) na província Cebu, nas Filipinas. De acordo com o censo de 1 de maio  de  2020 possui uma população de 148 012 pessoas e 36 620 domicílios.